# Mimi Osei-Agyemang
Myralyn „Mimi“ Osei-Agyemang (* 5. November 1981 in den Vereinigten Staaten) ist eine ehemalige ghanaisch-amerikanische Fußballspielerin.

## Karriere
Osei-Agyemang wurde als Tochter des ghanaischstämmigen Simon Osei-Agyemang, Absolvent der Ingenieurwissenschaften am Columbia College der New Yorker Columbia University, und einer US-Amerikanerin (Myra) geboren; sie besitzt die doppelte Staatsbürgerschaft. Sie wuchs in Portland (Oregon) auf und beendete 2003 ihr Studium am Columbia College mit einem Bachelor in Umweltbiotechnologie. Eine eigene Erkrankung an Malaria 1998 führte dazu, dass sich Osei-Agyemang während ihres Studiums besonders mit Behandlungsmöglichkeiten bei Malaria und Leishmanien auseinandersetzte. 2006 stand sie kurz vor einem Abschluss in Afrikastudien an der University of California, Los Angeles. Ihre jüngere Schwester Candice spielte Collegefußball für die Arizona Wildcats.
Im Alter von 16 Jahren stand die Angreiferin bei einem 1:1-Unentschieden der ghanaischen Nationalmannschaft („Black Queens“) gegen Nigeria zum ersten Mal im Kader der Nationalmannschaft. Erst bei der Afrikameisterschaft im Dezember 2002 gehörte Osei-Agyemang wieder zum Kader der Black Queens, die den Finaleinzug und damit die Qualifikation zur Weltmeisterschaft erreichten. Während sie zu dieser Zeit im Collegefußball die Mannschaft des Columbia College (New York) vertrat, war die Doppelstaatsbürgerin auf Vereinsebene gleichzeitig für Portland Rain (Oregon) aktiv. Im September 2003 wurde die 183 cm große und 71 kg schwere Spielerin bei allen drei Weltmeisterschaftsspielen der Black Queens gegen China (0:1), Russland (0:3) und Australien (2:1) eingesetzt; Osei-Agyemang war die einzige nicht in Ghana geborene Spielerin des Kaders. Einsätze für die Nationalmannschaft nach Abschluss der Weltmeisterschaft 2003 sind nicht belegt.